# Cabeça

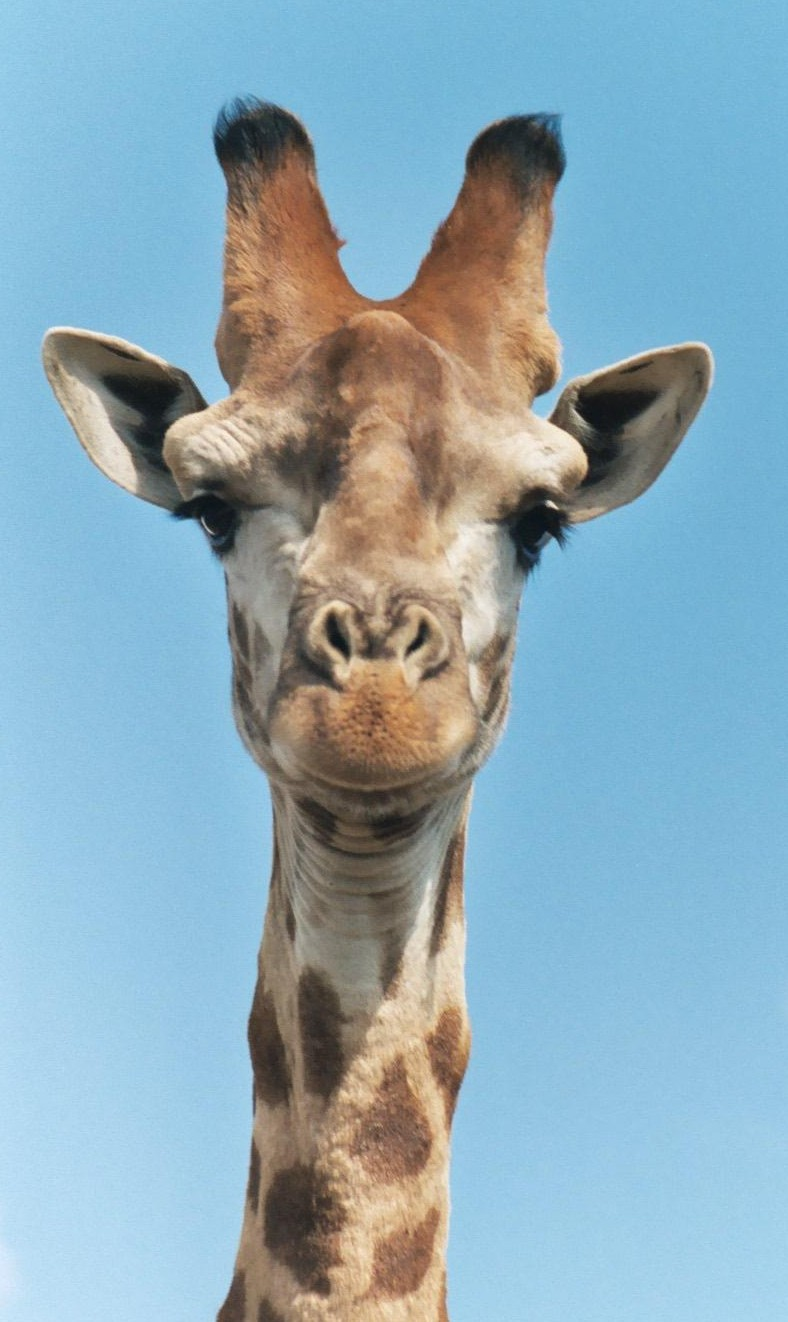
Cabeça de uma girafa

Na sua acepção mais comum, a cabeça é a parte de um animal onde se aloja uma grande quantidade dos órgãos dos sentidos, o cérebro e a boca.

## Anatomia

### Cabeça animal
Alguns animais, como os celenterados e as esponjas, são acéfalos (sem cabeça).

### Cabeça humana

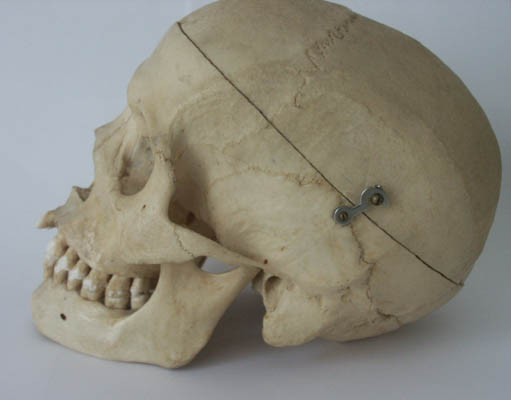
Crânio da cabeça humana

A cabeça humana é enformada pelo crânio (composto por vários ossos encaixados), que protege o encéfalo. O encéfalo está ainda protegido de lesões exteriores pelas meninges e pelo líquido cefalorraquidiano (também chamado cefalorraquídeo ou cefalorraquídio). Os órgãos sensoriais já referidos, inseridos em cavidades formadas pela própria estrutura óssea cefálica ligam-se por nervos, ao cérebro (uma das partes do encéfalo) que traduz as sensações e percepções recebidas, registrando-as na memória.
A parte anterior da cabeça é a face. A parte posterior apelida-se de nuca. É possível rodar ou inclinar a cabeça graças a duas vértebras no cimo da coluna vertebral. A cabeça mantém-se direita graças à acção dos músculos e ossos que compõem o pescoço.

#### Ossos da cabeça
A cabeça óssea é constituída pelos ossos do crânio e pelos ossos da face.
O crânio é uma caixa óssea constituída por uma parte superior, a abóbada craniana, e uma parte inferior, a base do crânio. A face é constituída por uma maciço ósseo, situado adiante da base do crânio e limitando com este várias cavidades onde se encontra a maior parte dos órgãos dos sentidos.

#### Ossos do crânio
O crânio é constituído por 8 ossos, sendo que dois são pares e quatro são ímpares.
- Parietal (2)
- Temporal (2)
- Frontal
- Occipital
- Esfenóide
- Etmóide

#### Ossos da face
A face é constituída por 14 ossos, sendo que seis são pares e dois são ímpares.
1. Maxila (2)
2. Zigomático (2)
3. Lacrimal (2)
4. Nasal (2)
5. Corneto inferior (2)
6. Palatino (2)
7. Vómer (o vómer é o osso que separa as duas narinas)
8. Mandíbula

## Outros significados
- A palavra cabeça, bem como outras da mesma família (como "cabecilha") é usada com o sentido de primazia, maior importância, dianteira, chefia... E. g., expressões como "cabeça de cartaz" (o artista que graças à sua popularidade serve como chamariz de público para um espetáculo) ou "cabeça de lista" (o candidato que está em primeiro lugar numa lista que vá a eleições) são disso exemplo. A razão deste uso figurativo deve-se, sem dúvida ao facto de a cabeça ser a parte mais elevada do corpo humano, de ser por ela que nos apercebemos do que nos rodeia através dos sentidos, para além do facto de as funções cognitivas terem aí o seu centro principal.

- Expressões e provérbios em que entra a palavra cabeça:
  - pôr a cabeça de molho
  - cabeça-de-alho-chocho
  - cabeça de cartaz
  - cabeça de lista
  - sem pés nem cabeça
  - quebrar a cabeça
  - perder a cabeça
  - dar com a cabeça nas paredes
  - atirar-se de cabeça
  - cabeça de leitura
  - cabeça de escrita
  - cabeça de impressão
  - cabeça do prego
  - estar à cabeça de
  - de cabeça levantada
  - cada cabeça sua sentença
  - de cabeça à roda
  - meter na cabeça
  - passar pela cabeça
  - dar cabo da cabeça
  - manter a cabeça fria
  - cabeça de vento
  - cabeça de nabo